# 山田村 (大阪府北河内郡)
山田村（やまだむら）は、大阪府北河内郡にあった村。現在の枚方市中心部の東北東一帯、国道1号の沿線、山田池公園の周辺にあたる。

## 地理
- 河川：穂谷川

## 歴史
- 1889年（明治22年）4月1日 - 町村制の施行により、交野郡甲斐田村・中宮村・片鉾村・田口村の区域をもって発足。
- 1896年（明治29年）4月1日 - 所属郡が北河内郡に変更。
- 1938年（昭和13年）11月3日 - 枚方町・殿山町・樟葉村・川越村・蹉跎村と合併し、改めて枚方町が発足。同日山田村廃止。